# Charly Wagner
Charly Wagner (eigentlich Karl Heinz Wagner, * 8. Juni 1941 in Köln; † 7. Mai 2020 ebenda) war ein deutscher Radio-Journalist und Moderator.

## Leben
Charly Wagner trat schon in seiner Jugend im Rundfunk auf, als er im September 1953 am Hörspiel Ich kannte die Stimme mitwirkte. Er absolvierte eine Ausbildung zum Versicherungskaufmann, bevor er nach einer Sprecherschulung bei der Deutschen Welle und anschließender Arbeit als Redakteur bei dieser ab 1965 als Nachrichtensprecher und Ansager vom WDR fest angestellt wurde. Ab 1973 war er im Hörfunk auch als Moderator eigener Sendungen tätig, so gemeinsam mit Max Schautzer bei Daheim und unterwegs. Seit den 1980er Jahren arbeitete er auch als Ansager für das WDR Fernsehen. Mit Sendungen wie Musikpavillon, Swing und Balladen, Orchester der Welt und Schellack-Schätzchen wurde er „die Stimme“ von WDR 4.
Nach 39 Jahren beim WDR ging Wagner im Jahr 2004 in den Ruhestand. Er moderierte bis 2006 Swing und Balladen und kehrte später für vereinzelte Auftritte als Vorleser in der Rubrik Klassiker des Herrenwitzes in die Harald Schmidt Show zurück.
Wagner starb im Alter von 78 Jahren in seiner Heimatstadt Köln. Er wurde am 5. Juni 2020 auf dem Friedhof Lechenich in einer Urne beigesetzt.